# Pouke za čestit život prema primjerima svetaca
Pouke za čestit život prema primjerima svetaca (hrvatski prijevod latinskog izvornika De institutione bene vivendi per exempla sanctorum) je moralistički je spis hrvatskog književnika Marka Marulića. Djelo je biblijskoga i hagiografskog nadahnuća, zbirka poučnih pričica i anegdota, religiozno, moralno i poučno djelo u šest knjiga iz 1498. godine. To je njegovo u svijetu najprevođenije djelo, koje je za njegova života prevedeno čak i na japanski jezik, a tiskano je šezdesetak puta (četiri puta za života).